# Универсальная десятичная классификация
Универса́льная десяти́чная классифика́ция (УДК) — система классификации информации, широко используется во всём мире для систематизации произведений науки, литературы и искусства, периодической печати, различных видов документов и организации картотек. На 2007 год содержит 126 441 код УДК.

## История создания
Универсальная десятичная классификация (УДК) была создана бельгийскими библиографами Полем Отле и Анри Лафонтеном, основавшими в 1895 году в Брюсселе «Международный библиографический институт» (нидерл. Internationaal Bibliografisch Instituut), и впервые опубликована в 1897 году. За основу была взята подвергшаяся определённой переработке десятичная классификация Дьюи, разработанная американским библиографом Мелвилом Дьюи для библиотеки Конгресса США в 1876 году (использовавшийся Дьюи принцип десятичной классификации идей и понятий содержался ещё в проекте априорного языка, представленном в 1794 году французским адвокатом и филологом Ж. Делормелем на рассмотрение Национального конвента Франции). М. Дьюи бескорыстно предоставил Отле и Лафонтену права по использованию и модификации своей системы для создания всеобъемлющего каталога опубликованных знаний. В течение долгих лет эта работа велась в рамках Международной федерации по информации и документации. Первое издание полных таблиц УДК было опубликовано на французском языке в 1905 году. Структура УДК с течением времени отклонилась от исходной схемы Дьюи, но в ряде разделов индексы классов этих систем почти совпадают.
В настоящее время УДК является интеллектуальной собственностью специально организованного международного Консорциума УДК, объединяющего основных издателей таблиц УДК на разных языках. Исключительным правом распоряжения таблицами УДК на русском языке обладает Всероссийский институт научной и технической информации (ВИНИТИ). Этот институт ведёт издание и платное распространение классификационных таблиц в книжном и электронном виде. ВИНИТИ также организовал сайт, на котором ведётся диалоговая консультационная работа по применению УДК.

## Современное состояние
Центральной частью УДК являются основные таблицы, охватывающие всю совокупность знаний и построенные по иерархическому принципу деления от общего к частному с использованием цифрового десятичного кода.

## Структура таблиц
Таблицы УДК состоят из следующих частей:
1. структура, свойства и принципы УДК;
2. методические указания по применению УДК;
3. основные разделы УДК;
4. алфавитно-предметные указатели (АПУ) к основным разделам УДК;
5. вспомогательные таблицы УДК;
6. алфавитно-предметные указатели к вспомогательным таблицам.

### Основные разделы
Основные разделы УДК по ГОСТ 7.90‑2007:
- 0. Общий отдел. Наука и знание. Информация. Документация. Библиотечное дело.  Организации. Публикации в целом.
- 1. Философия. Психология.
- 2. Религия. Богословие.
- 3. Общественные науки.
- 4. Резерв для будущего применения. Свободен с 1962 года. Содержание перенесено в раздел 8[8].
- 5. Математика. Естественные науки.
- 6. Прикладные науки. Медицина. Технология.
- 7. Искусство. Фотография. Музыка. Игры. Спорт.
- 8. Языкознание. Лингвистика. Художественная литература. Литературоведение.
- 9. География. Биографии. История.

### Знаки соединения
| Знак | Название знака       | Значение | Пример |
| ---- | -------------------- | --- | --- |
| +    | плюс (и)             | Знак присоединения | Элементы составных УДК: - «622» — «Горное дело»; - «669» — «Металлургия. Металлы и сплавы»; Составные УДК: - «622+669» — «Горное дело и металлургия» |
| /    | косая черта          | Знак последовательности. Используется, чтобы сократить составной УДК из нескольких кодов, идущих последовательно по нумерации. Также используется для сокращения первых цифр в последовательности длинных кодов | Элементы составных УДК: - «59» — «Зоология»; - «592» — «Invertebrata. Беспозвоночные»; - «593» — (нет в классификаторе); - «593.1» — «Protozoa. Простейшие»; - «593.3» — «Coelenterata. Кишечнополостные»; - «593.4» — «Spongia (Porifera). Губки»; - «593.5» — «Cnidaria.Стрекающие»; - «593.6» — «Anthozoa. Коралловые полипы»; - «593.7» — «Hydrozoa. Гидроидные»; - «593.8» — «Ctenophora. Гребневики»; - «593.9» — «Echinodermata. Иглокожие»; - «594» — «Mollusca. Моллюски»; - «595» — «Articulata. Членистые»; - «596» — (нет в классификаторе); - «596.2» — «Urochordata. Tunicata. Оболочники. Туникаты. Ascidiacea. Асцидии. Thaliascea. Пелагические оболочники. Сальпы. Larvacea»; - «596.4» — «Cephalochordata. Ланцетники»; - «596.6» — «Myxini. Миксины в целом»; - «597» — «Pisces. Amphibia. Рыбы. Ихтиология. Земноводные в целом»; - «598» — «Sauropsida. Ящероптицы»; - «599» — «Mammalia. Млекопитающие»; Составные УДК: - «597/599» — эквивалентно «597+598+599» — «Vertebrata. Позвоночные»; - «596/599» — эквивалентно «596+597+598+599» — «Chordata. Хордовые»; - «592/599» — эквивалентно «592+593+594+595+596+597+598+599» — «Систематическая зоология» Элементы составных УДК: - «629.734» — «Безмоторные летательные аппараты тяжелее воздуха. Планеры, роторные аппараты, парашюты» - «629.735» — «Летательные аппараты тяжелее воздуха с силовой установкой. Самолеты, винтокрылые летательные аппараты и т.д.» Составные УДК: - «629.734/.735» — эквивалентно «629.734+629.735» — «Летательные аппараты тяжелее воздуха» |
| :    | двоеточие            | Знак простого отношения | Элементы составных УДК: - «17» — «Этика. Учение о морали. Практическая философия»; - «7» — «Искусство. Декоративно-прикладное искусство. Фотография. Музыка. Игры. Спорт»; Составные УДК: - «17:7» — «Взаимоотношения этики и искусства. Этика по отношению к искусству» |
| ::   | двойное двоеточие    | Знак закрепления последовательности | Элементы составных УДК: - «575» — «Общая генетика. Общая цитогенетика. Иммуногенетика. Эволюционное учение. Видообразование. Филогенез»; - «576» — «Биология клетки и субклеточных частиц. Цитология»; - «576.3» — «Общая цитология. Клетка как биологическая система»; Составные УДК: - «575::576.3» — «Цитогенетика» |
| [ ]  | квадратные скобки    | Знак группирования | Элементы составных УДК: - «061» — «Организации и прочие типы объединений. Ассоциации. Конгрессы. Выставки. Фирмы. Научные учреждения. Общественные функции»; - «061.1» — «Государственные организации и объединения. Государственные, правительственные, национальные, международные организации»; - «(100)» — «Весь мир. Международный. Все страны в целом»; - «54» — «Химия»; - «66» — «Химическая технология. Химическая промышленность. Родственные отрасли»; Составные УДК: - «061.1(100):[54+66]» — «Международный союз теоретической и прикладной химии» |
| *    | звёздочка (астериск) | Знак заимствованного обозначения. Применяется для любых обозначений, не входящих в УДК. | Элементы составных УДК: - «796.8» — «Спортивные единоборства. Тяжелая атлетика. Силовой спорт»; Составные УДК: - «796.8*kg51» — «Спортивные единоборства, тяжелая атлетика или силовой спорт весовой категории (ограничение массы спортсмена) до 51 килограмма» |
| A/Z  | A/Z                  | Прямое алфавитное указание. В конец кода УДК можно вставлять любые имена, названия, сокращения. Звездочка (см. выше) в данном случае не требуется                                                               | Элементы составных УДК: - «(492)» — «Местоположение: Нидерланды»; Составные УДК: - «(492UTR)» — «Местоположение: Нидерланды, город Утрехт (Utrecht)»; Элементы составных УДК: - «929» — «Биографические и подобные исследования»; Составные УДК: - «929NAP1» — «Биография Наполеона I Бонапарта» |

### Определители

#### Общие определители
- «=…» — Определители языка, на котором написан классифицируемый документ.
- «(0…)» — Определители формы классифицируемого документа: книга, периодическое издание, реферат, …
- «(1/9)» — Определители места.
- «(=…)» — Определители народов.
- «"…"» — Определители времени.
- «-…» — Другие общие определители: свойств, материалов и лиц.

#### Специальные определители
Специальные определители «−1/-9», «.01/.09» и «'1/'9» имеют ограниченные сферы применения. Каждый из этих видов определителей используется для обозначения характерной повторяющейся детализации в тех разделах основной таблицы, для которых они разработаны и в которых помещены, а иногда и в некоторых других разделах, если это специально оговорено. Таким образом, в отличие от общих определителей (вспомогательная таблица «I»), группа или подгруппа специальных определителей с одной и той же нотацией может иметь различное значение в разных разделах УДК, например, «−3» в «54», «62» и «82» или «.02» в «06», «53», «54», «57», «621.3», «629.656», «677» и «7». Однако в одном разделе они всегда обозначают одинаковые повторяющиеся характеристики, независимо от того, используются ли они с основным индексом УДК, под которым перечисляются, или же добавляются к подразделам этого индекса.
1. В УДК используются специальные определители трёх видов:
  - определители с дефисом «−1/-9» (кроме «−0», см. таблицу «1k»), выполняющие в основном аналитическую или дифференцирующую функцию, служат для обозначения элементов, составных частей, свойств и других признаков предметов, выраженных основным индексом УДК, при котором приведена таблица этих определителей, и его непосредственными подразделениями. Например, определители «−1/-9» в разделах «62/69» обозначают технологические характеристики и детали машин, в разделах «82/89» — литературные формы и жанры (поэзия, драматургия, роман и т. д.);
  - определители с точкой и нулём «.01/.09» более разнообразны по применению и содержанию и часто разработаны с большей степенью детализации, чем «−1/-9». Они содержат такие повторяющиеся характеристики, как аспект рассмотрения, деятельность, процессы, операции, машины и оборудование. Например, определители «.07/.08», помещённые в разделе «35», могут применяться во всех разделах «31/39»; определители «.01/.09» имеются в классе «5» (например, в разделах «523», «528», «53», «54», «556», «57/59»), в классах «8» и «9»; особенно широко они используются в классе «6»;
  - определители с апострофом «'1/'9», в отличие от «−1/-9» и (ещё более) от «.01/.09», выполняют, главным образом, синтетическую или интегрирующую функцию и служат для создания комплексно-предметной нотации путём объединения отдельных составляющих элементов, компонентов и других характеристик; в одних случаях эти элементы явно представлены в качестве полностью приведённых таблиц, в других — образуются из соответствующих подразделений основного индекса при помощи параллельного подразделения «'1/'9» ? «.1/.9».
2. Все три вида специальных определителей могут быть применены:
  - в виде единичных определителей какого-либо одного типа, (например, «547.29-41 Реагенты для органических кислот»; «882.09 Критика в русской литературе»);
  - в комбинации однотипных определителей, (например, «62-242-436 Поршни двигателей сферические»; «678.652’737’21 Поликонденсатные меламинформальдегиды»);
  - в комбинированной цепи определителей разных видов, (например, «329.12’23.052 Либерально-республиканские оппозиционные партии»; «882-31.09 Русский роман, критика»).
3. Рекомендуемая форма методических указаний о применении определителей с апострофом в тех разделах УДК, где методические указания даны не полностью: «Для обозначения… подразделения… могут применяться в качестве специального определителя со знаком «'» (апостроф), заменяющим…» (например в «553.3/.4» для уточнения залежей сложных полиметаллических руд подразделения «.3/.4» из «553» можно использовать в качестве специальных определителей «'3/'4», где знак «'» (апостроф) заменяет «553»; в «622.34» — для обозначения разработки месторождений сложных полиметаллических руд подразделения «622.341/.349» могут применяться в качестве специальных определителей «'41/'49», где знак «'» (апостроф) заменяет «622.3»).

## Основные таблицы
Основные таблицы. (В УДК часто вносятся изменения. Возможны несоответствия.)
0 Общий отдел. Наука и знание. Организация. Информационные технологии. Информация. Документация. Библиотечное дело. Учреждения. Публикации в целом
00 Общие вопросы науки и культуры. Пропедевтика
001 Наука и знание в целом. Организация умственного труда
001.1 Общее понятие о науке и знании
001.2 Взаимосвязь отдельных научных дисциплин
001.3 Значение науки и знаний в целом. Ценность, использование, место в обществе. Защита науки
001.4 Язык науки. Научная терминология. Номенклатура
001.5 Научные теории, гипотезы и системы. Установление зависимости между научными фактами
001.6 Научные законы. Исключение из законов
001.7
001.8 Общая методология. Научные и технические методы исследований, изучения, поисков и дискуссий. Научный анализ и синтез
001.9 Распространение знаний
002 Документация. Научно-техническая информация (НТИ). Печать в целом. Авторство
003 Системы письма и письменности. Знаки и символы. Семиотика в целом. Коды. Графическое представление мысли
004 Информационные технологии. Вычислительная техника. Обработка данных
004.1
004.2 Архитектура вычислительных машин
004.3 Аппаратные средства. Техническое обеспечение
004.4 Программные средства
004.5 Человеко-машинное взаимодействие. Человеко-машинный интерфейс. Пользовательский интерфейс. Операционная среда пользователя
004.6 Данные
004.7 Связь компьютеров. Сети ЭВМ. Вычислительные сети
004.8 Искусственный интеллект
004.9 Прикладные информационные (компьютерные) технологии. Методы, основанные на применении компьютеров
005 Управление. Менеджмент
006 Стандартизация продукции, процессов, мер, весов и времени. Стандарты. Технические требования. Нормы и правила. Рекомендации
007 Деятельность и организация. Общая теория связи и управления (кибернетика)
008 Цивилизация. Культура. Прогресс
009 Гуманитарные науки в целом
01 Библиография и библиографии. Каталоги
02 Библиотечное дело
03
030 Справочные издания общего типа. Энциклопедии, словари
04
05
050 Сериальные и продолжающиеся издания. Периодика
06 Организации вообще. Ассоциации. Музеи
07
070 Газеты. Пресса. Журналистика
08 Издания смешанного содержания. Сборники
09 Рукописи. Редкие книги
1 Философия. Психология
10
101 Природа и роль философии
11 Метафизика
12 Кардинальные вопросы философии: причинность, соотношение свободы и необходимости, телеология, конечность/бесконечность мира, смысл жизни, сущность души
13 Философия разума и духа. Метафизика духовной жизни
14 Философские системы и концепции
15
159
159.9 Психология
16 Логика. Теория познания. Методология и логика науки
17 Этика. Учение о морали. Практическая философия
18 (Исключено.)
19 История философии
2 Религия. Богословие
20
21 Доисторические и примитивные религии
22 Религии дальневосточного происхождения
23 Религии Индийского субконтинента. Индуистская религия в широком смысле
24 Буддизм
25 Религии античности. Второстепенные культы и религии
26 Иудаизм
27 Христианство
28 Ислам
29 Современные духовные течения
3 Общественные науки. Статистика. Политика. Экономика. Торговля. Право. Государство. Военное дело. Социальное обеспечение. Страхование. Образование. Фольклор
30 Теория и методы общественных наук в целом. Социография
31 Демография. Социология. Статистика
32 Политика
33 Экономика. Экономические науки
34 Право. Юридические науки
35 Государственное административное управление. Военное дело
36 Обеспечение духовных и материальных жизненных потребностей. Социальное обеспечение. Социальная помощь. Обеспечение жильём. Страхование
37 Воспитание. Обучение. Образование
38
39 Этнография. Этнология. Нравы. Обычаи. Образ жизни. Фольклор
4 (Резерв для будущего применения.)
5 Математика и естественные науки
50 Общие вопросы математических и естественных наук
51 Математика
52 Астрономия. Астрофизика. Исследование космического пространства. Геодезия
53 Физика
54 Химия. Кристаллография. Минералогия
55 Науки о Земле. Геологические науки
56 Палеонтология
57 Биологические науки в целом
58 Ботаника
59 Зоология
6 Прикладные науки. Медицина. Технология
60 Биотехнология
61 Медицинские науки
62 Инженерное дело. Техника в целом
63 Сельское хозяйство. Лесное хозяйство. Охота. Рыбное хозяйство
64 Домашнее хозяйство. Домоводство. Коммунально-бытовое хозяйство
65 (Исключено в 2003 г.)
66 Химическая технология. Химическая промышленность. Пищевая промышленность. Металлургия. Родственные отрасли
67 Различные отрасли промышленности и ремёсел. Производство изделий из различных материалов
68 Отрасли промышленности и ремёсла для изготовления и обработки различных изделий
69 Строительство. Строительные материалы. Строительно-монтажные работы
7 Искусство. Развлечения. Зрелища. Спорт
70
71 Планировка. Районная и городская планировка. Планировка в масштабе страны. Ландшафтная и садово-парковая архитектура
72 Архитектура
73 Пластические искусства. Скульптура. Нумизматика
74 Рисование и черчение. Дизайн. Декоративно-прикладное искусство и художественные промыслы
75 Живопись
76 Графические искусства. Графика. Гравюра
77 Фотография и подобные процессы
78 Музыка
79 Развлечения. Зрелища. Игры. Спорт
8 Язык. Языкознание. Лингвистика. Литература
80 Общие вопросы лингвистики, литературы и филологии
801 Просодия. Стихосложение. Вспомогательные науки и источники филологии
808 Риторика. Эффективное использование языка
81 Языкознание и языки. Лингвистика
811 Языки
811.1/.8 Естественные языки
811.11 Германские языки
811.111 Английский язык
811.112 Другие западногерманские языки
811.112.2 Немецкий язык
811.112.5 Голландский язык. Нидерландский язык. Фламандский язык
811.12 Италийские языки (мёртвые)
811.13 Романские языки
811.14 Греческий
811.16 Славянские языки
811.17 Балтийские языки
811.18 Албанский язык
811.19 Армянский язык
811.9 Искусственные языки
82 Литература. Литературоведение
821 Художественная литература на отдельных языках
821.1/.2 Литературы на индоевропейских языках
821.11 Литература на германских языках
821.111 Художественная литература на английском языке
821.112 Литература на германских языках (кроме английского)
821.113 Художественная литература на северогерманских языках
821.12 Литература италийских языков
821.13 Литература на норманских языках
821.14 Греческая литература
821.16 Художественная литература на славянских языках
821.17 Художественная литература на балтийских языках
821.18 Албанская литература
821.19 Армянская художественная литература
821.21/.22 Художественная литература на индоиранских языках
821.3 Литература кавказских языков. Литературы на мёртвых языках неизвестного происхождения
821.4 Литература афро-азиатских, нило-сахарских, конго-кордофанских, койсанских языков
821.5 Литература урало-алтайских, палеосибирских, алеутско-эскимосских, дравидских, сино-тибетских языков. Литература японского, корейского, айнского языков
821.6 Литература аустроазиатских языков. Австронезийские литературы
821.7 Литература индо-тихоокеанских (неавстронезийских) языков. Австралийская аборигенная литература
821.8 Литература исконных языков Америки (Америндская литература)
821.9 Художественная литература на искусственных языках
9 География. Биографии. История
90
900
901
902 Археология
903 Предыстория. Доисторические остатки, орудия труда, древности
91 География. Географические исследования Земли и отдельных стран. Путешествия. Региональная география
92
929 Биографические и подобные исследования
929.5 Генеалогия
929.6 Геральдика. Гербы. Девизы. Эмблемы
929.7 Нобилитет. Знатность. Дворянство. Титулы знатности
929.9 Флаги. Штандарты. Знамёна
93
930 Историческая наука. Историография
94 Всеобщая история